# Chiesa di San Vincenzo (Modena)
La chiesa di San Vincenzo della chiesa cattolica è in stile barocco ed è situata in Corso Canalgrande 75 a Modena.

## Storia

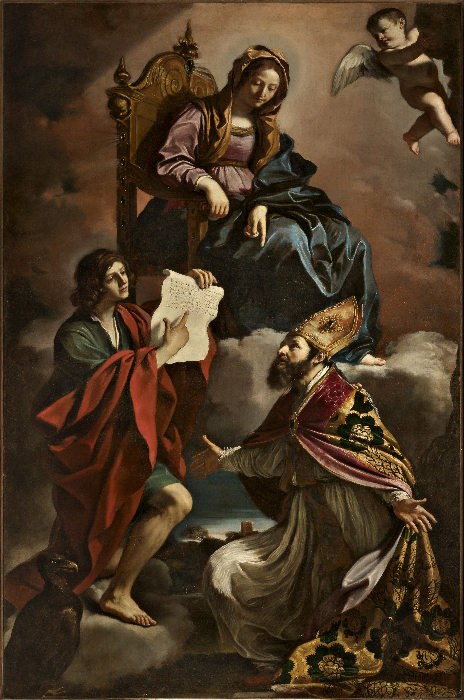
Giovanni Francesco Barbieri detto il Guercino (1591-1666), Madonna in trono con San Giovanni Evangelista e San Gregorio Taumaturgo, 1630.

La chiesa fu fatta costruire dal cardinale Alessandro d'Este, per l'ordine dei Teatini, sul sito di una precedente chiesa del XIII secolo.
La pianta della chiesa assomiglia a quella di altre chiese teatine come Sant'Andrea della Valle a Roma,  con una lunga navata e un numero di cappelle laterali. L'architetto, poco dopo il 1634, fu Bartolomeo Avanzini. Lo stucco interno era principalmente opera di Avanzini, che era attivo anche in decorazione simile al Palazzo Ducale di Sassuolo.
Nel 13 maggio 1944 una bomba distrusse il presbiterio e il coro, distruggendo l'abside e gli affreschi della cupola (1671) di Sigismondo Caula. L'abside, ora spoglia, aveva una Gloria di San Vincenzo. L'altare maggiore, restaurato dopo il bombardamento, fu scolpito da Tommaso Loraghi.

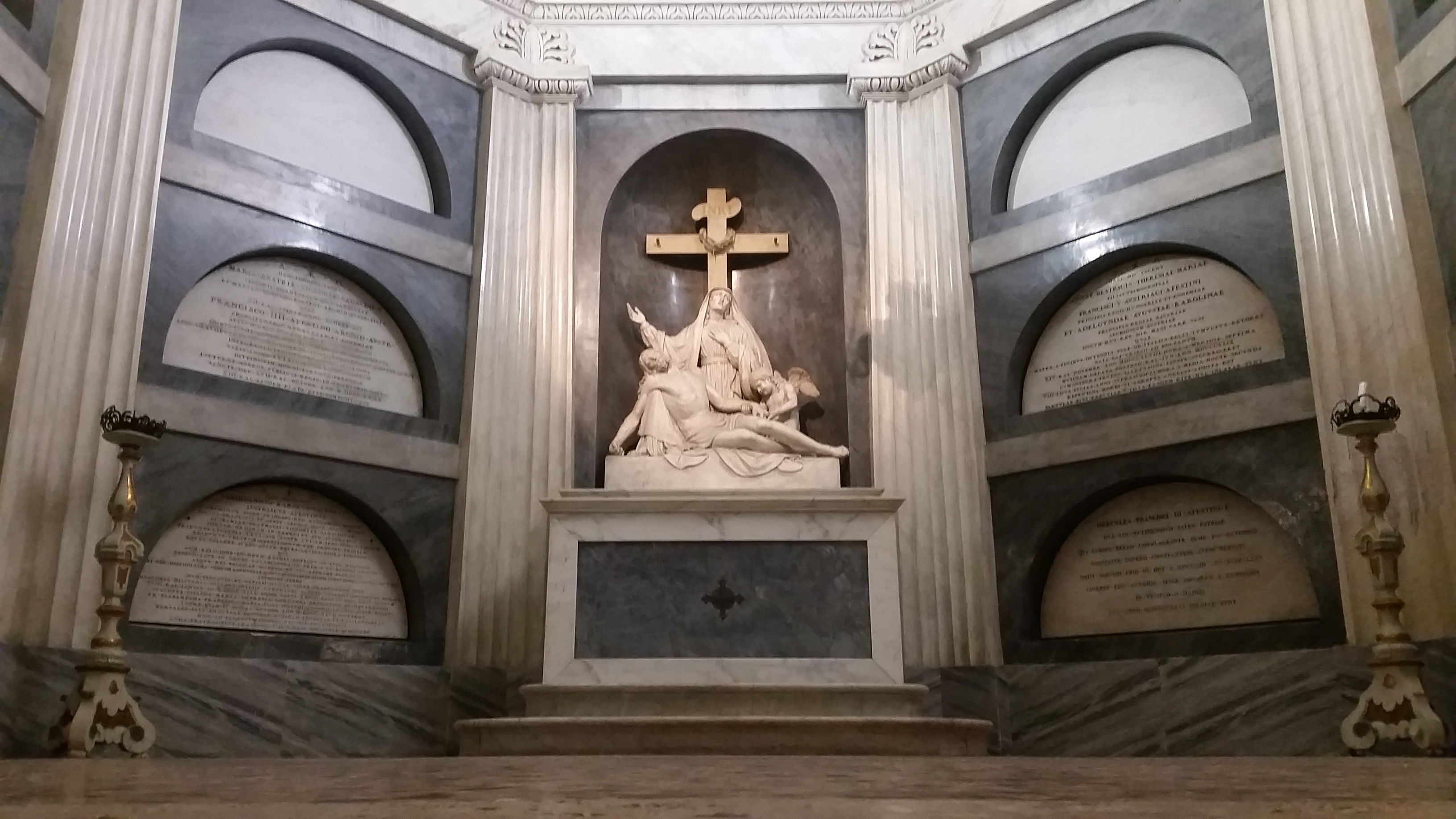
Cappella funebre dei principi d'Este e d'Austria-Este

Una cappella funeraria per i duchi d'Este e la loro famiglia fu costruita nel 1836 dal duca Francesco IV su disegno di Francesco Vandelli.
Domina il primo altare da sinistra la grande tela raffigurante la Madonna in trono con San Giovanni Evangelista e San Gregorio Taumaturgo del Guercino. Il quadro è stato trafugato nell’agosto del 2014 e poi ritrovato nel 2017 dai carabinieri in Marocco. Dopo un lungo restauro resosi necessario a causa dei gravi danneggiamenti subiti, nel 2019 la tela è stata temporaneamente esposta nella Galleria Estense e poi riportata nella sua sede originaria, dove è tuttora visibile.